# داريل روني
داريل روني (بالإنجليزية: Darrell Rooney)‏ هو رسام رسوم متحركة ومخرج أمريكي، ولد في القرن العشرين.

## وصلات خارجية
- داريل روني على موقع IMDb (الإنجليزية)
- داريل روني على موقع ألو سيني (الفرنسية)
- داريل روني على موقع أول موفي (الإنجليزية)
- داريل روني على موقع قاعدة بيانات الأفلام السويدية (السويدية)
- داريل روني على موقع قاعدة بيانات الفيلم (الإنجليزية)
- داريل روني على موقع كينوبويسك (الروسية)